# Список кораблей военно-морского флота Австро-Венгрии
Ниже представлен список кораблей военно-морского флота Австро-Венгрии.

## Линкоры

### Додредноуты
- Броненосцы типа «Наследный принц»
  - SMS Kronprinz Erzherzog Rudolf (1887)
  - SMS Kronprinzessin Erzherzogin Stephanie (1887)
- Броненосцы типа «Монарх»
  - SMS Budapest (1895)
  - SMS Monarch (1895)
  - SMS Wien (1896)
- Броненосцы типа «Габсбург»
  - SMS Habsburg (1900)
  - SMS Árpád (1901)
  - SMS Babenberg (1902)
- Броненосцы типа «Эрцгерцог Карл»
  - SMS Erzherzog Karl (1903)
  - SMS Erzherzog Friedrich (1904)
  - SMS Erzherzog Ferdinand Max (1905)
- Броненосцы типа «Радецкий»
  - SMS Erzherzog Franz Ferdinand (1908)
  - SMS Radetzky (1909)
  - SMS Zrínyi (1910)

### Дредноуты
- Линейные корабли типа «Вирибус Унитис»
  - SMS Viribus Unitis (1911)
  - SMS Tegetthoff (1912)
  - SMS Prinz Eugen (1912)
  - SMS Szent István (1914)
- Линейные корабли типа «Эрзац Монарх» (планировались)

## Крейсера

### Броненосные крейсера
- SMS Kaiserin und Königin Maria Theresia (1893)
- SMS Kaiser Karl VI (1898)
- SMS Sankt Georg (1903)

#### Парусные фрегаты
- SMS Venus (1832)
- SMS Bellona (1842)
- SMS Novara (1850) — позже переоборудован в пароходофрегат (см. ниже)
- SMS Schwarzenberg — позже переоборудован в пароходофрегат (см. ниже)

#### Шлюпы
- SMS Minerva (1833)
- SMS Diana (1834)
- SMS Carolina (1844)

#### Бриги(1831—1849)
- SMS Pylades
- SMS Pola
- SMS Montecuccoli
- SMS Hussar

#### Шхуны
- SMS Arthemisia
- SMS Arethusa
- SMS Saida
- SMS Dromedar
- SMS Bravo
- SMS Fido
- SMS Camaeleon

#### Колёсные пароходы(1843—1854)
- SMS Roma
- SMS Jupiter
- SMS Gorzkowski
- SMS Messagiere
- SMS Achilles
- SMS Taurus
- SMS Vulcan
- SMS Custoza
- SMS Curtatone
- SMS Santa Lucia
- SMS Volta
- SMS Prinz Eugen
- SMS Kaiserin Elisabeth

#### Пароходофрегаты
- SMS Radetzky (1854)
- SMS Adria (1856)
- SMS Donau (1856)
- SMS Novara (1850) — переоборудован из парусного в 1862 году
- SMS Schwarzenberg — переоборудован из парусного в 1862 году
- SWMS Radetzky (1872) — переименован в SWMS Adria в 1908 году
- SMS Laudon (1873) — переименован в SMS Schwarzenberg в 1900 году

#### Колёсные корветы
- SMS Erzherzog Friedrich (1857)
- SMS Dandolo (1858)
- SMS Donau (1874)
- SMS Saida (1878) — переименован в SMS Minerva в 1912 году
- SMS Donau (1893)

#### Колёсные шлюпы
- SMS Helgoland (1867)
- SMS Fasana (1870) — переименован в SMS Gamma в 1902 году
- SMS Zrínyi (1870)
- SMS Aurora (1873)
- SMS Frundsberg (1873)

#### Торпедные крейсера
- SMS Zara (1879)
- SMS Spalato (1879)
- SMS Sebenico (1882)
- SMS Lussin (1883)

#### Бронепалубные крейсера
- SMS Panther (1885)
- SMS Leopard (1885)
- SMS Tiger (1887)
- Бронепалубные крейсера типа «Кайзер Франц-Иосиф I»
  - SMS Kaiser Franz Joseph I
  - SMS Kaiserin Elisabeth
- Бронепалубные крейсера типа «Зента»
  - SMS Aspern (1899)
  - SMS Szigetvár (1899)
  - SMS Zenta (1899)

#### Быстрые крейсера (Лёгкие крейсера) (Rapidkreuzer)
- SMS Admiral Spaun (1910)
- Лёгкие крейсера типа «Новара»
  - SMS Saida (1914)
  - SMS Helgoland (1912)
  - SMS Novara (1913)

## Миноносцы
- Миноносцы типа «Питон» (1898—1899)
  - SMS Python
  - SMS Kigyo
  - SMS Boa (1898)
  - SMS Cobra
- Миноносцы типа 74T
- Миноносцы типа 82F
- Миноносцы типа 98M
- Эскадренные миноносцы типа «Хусцар» (1905—1910)
  - SMS Csikos
  - SMS Dinara
  - SMS Huszar (1905)
  - SMS Huszar (1909)
  - SMS Pandur
  - SMS Reka
  - SMS Scharfschütze
  - SMS Streiter
  - SMS Turul
  - SMS Ulan
  - SMS Uskoke
  - SMS Velebit
  - SMS Warasdiner (1912)
  - SMS Wildfang
- Эскадренные миноносцы типа «Татра»
  - SMS Balaton
  - SMS Csepel
  - SMS Lika (1913)
  - SMS Orjen
  - SMS Tátra
  - SMS Triglav (1913)
- Эскадренные миноносцы типа «Эрзац Триглав»
  - SMS Dukla
  - SMS Lika (1917)
  - SMS Triglav (1917)
  - SMS Uzsok

## Подводные лодки
- U-1
- U-2
- U-3
- U-4
- U-5
- U-6
- U-10
- U-11
- U-12
- U-14
- U-15
- U-16
- U-17
- U-18 (временный австрийский номер для немецкой UC-14 в Средиземном море)
- U-19 (временный австрийский номер для немецкой UC-15 в Средиземном море)
- U-20
- U-21
- U-22
- U-23
- U-24 (временный австрийский номер для немецкой UC-12 в Средиземном море)
- U-25 (временный австрийский номер для немецкой UC-13 в Средиземном море)
- U-26 (временный австрийский номер для немецкой UB-14 в Средиземном море)
- U-27
- U-28
- U-29
- U-30
- U-31
- U-32
- U-33
- U-34 (временный австрийский номер для немецкой U-32 в Средиземном море)
- U-35
- U-36 (временный австрийский номер для немецких U-21 и U-47 в Средиземном море)
- U-37 (временный австрийский номер для немецкой U-32 в Средиземном море)
- U-38
- U-39
- U-40
- U-41
- U-42 (временный австрийский номер для немецкой UB-42 в Средиземном море)
- U-43
- U-44 (временный австрийский номер для немецкой UB-44 в Средиземном море)
- U-45 (временный австрийский номер для немецкой UB-45 в Средиземном море)
- U-46 (временный австрийский номер для немецкой UB-46 в Средиземном море)
- U-47
- U-60 (временный австрийский номер для немецкой UC-20 в Средиземном море)
- U-61 (временный австрийский номер для немецкой UC-23 в Средиземном море)
- U-62 (временный австрийский номер для немецкой UC-22 в Средиземном море)
- U-63 (временный австрийский номер для немецкой U-63 в Средиземном море)
- U-64 (временный австрийский номер для немецкой U-64 в Средиземном море)
- U-65 (временный австрийский номер для немецкой U-65 в Средиземном море)
- U-66 (временный австрийский номер для немецкой UB-66 в Средиземном море)
- U-67 (временный австрийский номер для немецкой UB-67 в Средиземном море)

## Канонёрские лодки
- SMS Meteor (1887)
- SMS Blitz (1888)
- SMS Komet (1888)
- SMS Planet (1889)
- SMS Trabant (1890)
- SMS Satellit (1892)
- SMS Magnet (1896)
- Канонёрские лодки типа «Фогас» (1915)
- Канонёрские лодки типа «Вельс» (1915)
- Канонёрские лодки типа «Штёр» (1918)